# Conus estivali
Espèce
Statut de conservation UICN

 DD  : Données insuffisantes
Conus estivali est une espèce de mollusques gastéropodes marins de la famille des Conidae.
Comme toutes les espèces du genre Conus, ces escargots sont prédateurs et venimeux. Ils sont capables de « piquer » les humains et doivent donc être manipulés avec précaution, voire pas du tout.

## Description
La taille de la coquille atteint 10 mm.

## Distribution
Cette espèce marine est présente dans la mer de Corail et au large de la Nouvelle-Calédonie.

### Niveau de risque d’extinction de l’espèce
Selon l'analyse de l'UICN réalisée en 2011 pour la définition du niveau de risque d'extinction, cette espèce vit dans l'archipel de l'île Chesterfield à quelques endroits seulement. On sait peu de choses sur l'état de sa population, car son habitat connu est relativement inaccessible et profond. Elle n'a été enregistrée que lors de deux opérations de dragage. Les menaces qui pèsent sur cette espèce sont inconnues et des recherches supplémentaires sont recommandées. Elle figure actuellement sur la liste des données insuffisantes.

## Taxonomie

### Publication originale
L'espèce Conus estivali a été décrite pour la première fois en 1995 par les malacologistes Moolenbeek (d) et  Georges Richard (malacologiste) (d) dans la publication intitulée « Mémoires du Muséum national d'Histoire naturelle Série A, Zoologie »,.

### Synonymes
- Continuconus estivali (Moolenbeek & Richard, 1995) · non accepté
- Conus (Klemaeconus) estivali Moolenbeek & Richard, 1995 · appellation alternative
- Kioconus estivali (Moolenbeek & Richard, 1995) · non accepté

## Identifiants taxonomiques
Chaque taxon catalogué par les bases de données biologiques et taxonomiques possède un identifiant qui permet d'établir un point de référence. Les identifiants de Conus estivali dans les principales bases sont les suivants :
CoL : XXCS - GBIF : 6511084 - iNaturalist : 431957 - IRMNG : 11884534 - NCBI : 592107 - TAXREF : 155494 - UICN : 192414 - WoRMS : 426488